# Mirto (likeur)

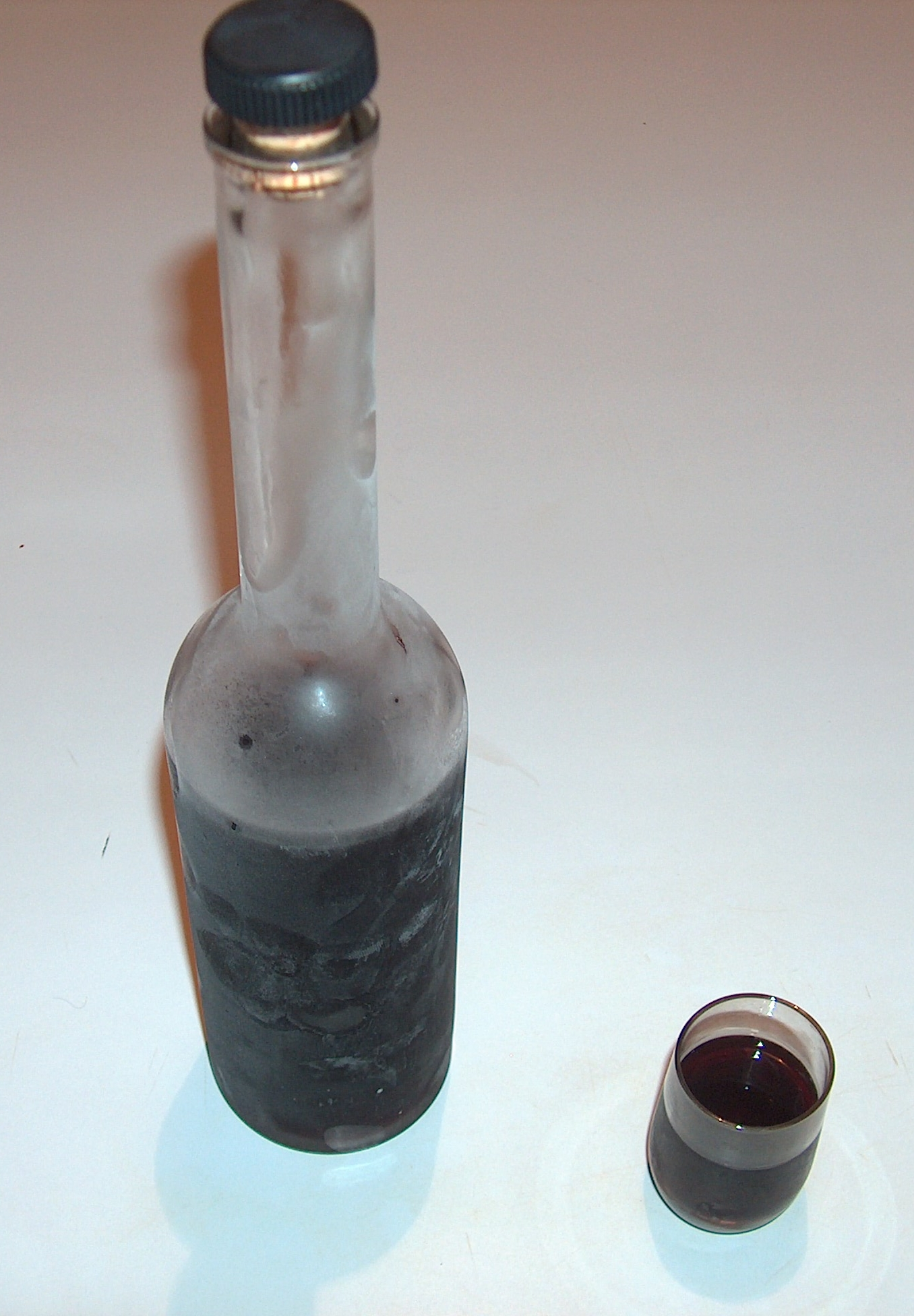
Mirto Rosso

De mirte-likeur (licòre de murta in het Sardijns), eenvoudigweg mirto of rode mirto genoemd, is een populaire likeur, op Sardinië en op Corsica, verkregen door alcoholische maceratie van mirtebessen of een mengsel van bessen en bladeren. In de algemene betekenis van het woord wordt mirtelikeur verkregen uit de maceratie van rijpe, gepigmenteerde bessen.
De term rode mirte verwijst specifiek naar dit type, vanwege de kleuring die wordt gegeven door de anthocyanines van de bessen van de mirte. Een ander type is witte mirto, de generieke term die wordt gebruikt om zowel de likeur aan te duiden die wordt verkregen uit de maceratie van gedepigmenteerde bessen als de minder gebruikelijke die wordt verkregen door het macereren van de bladeren van jonge scheuten. De laatste likeur heeft organoleptische kenmerken die duidelijk verschillen van de mirtelikeur zelf.
De officiële door de regio Sardinië en de producentenvereniging gebezigde naam, is die van Mirto di Sardegna.

## Gebruik

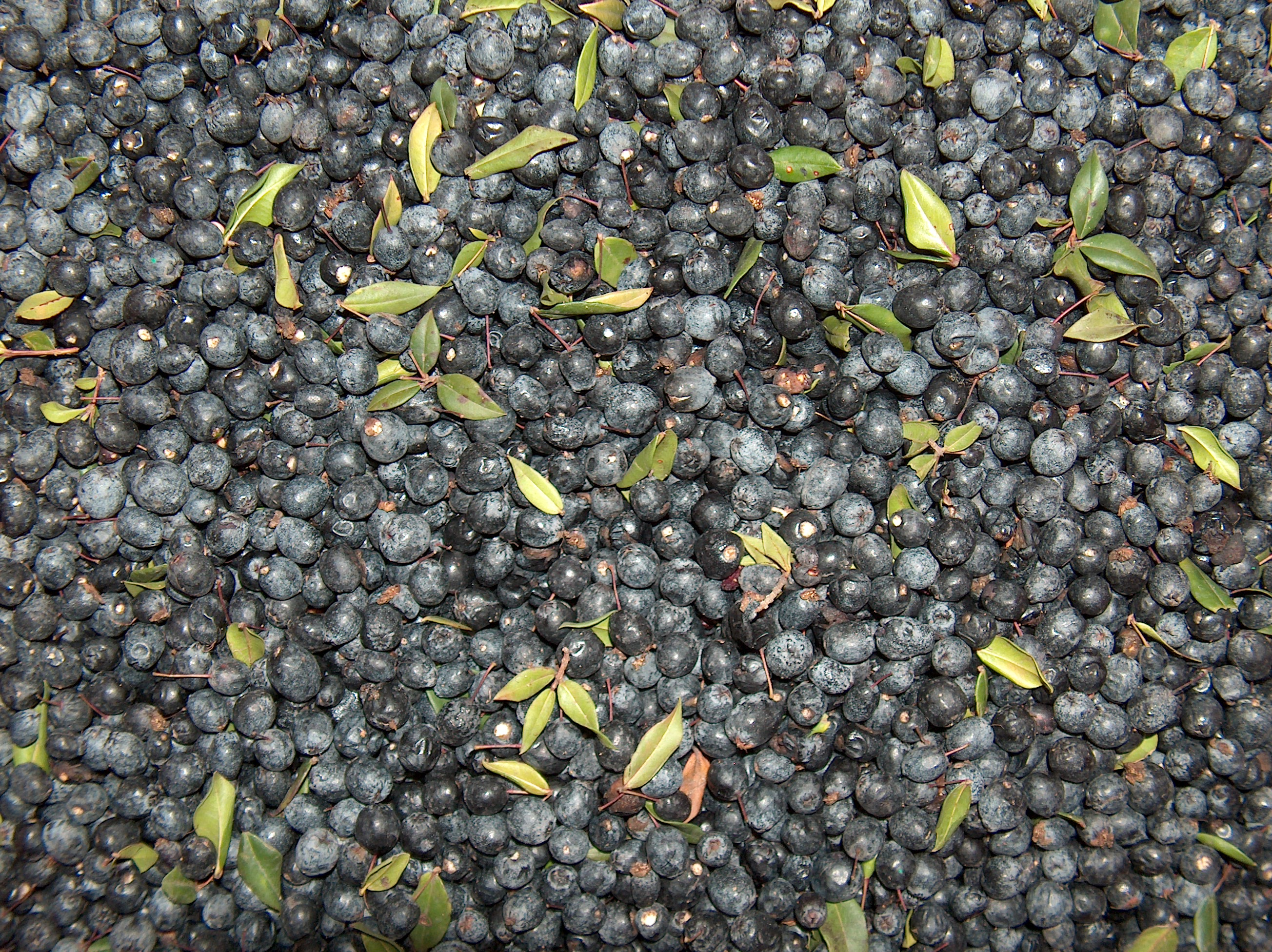
Mirte bessen

Vanwege de eigenschappen is de Mirto van Sardinië heel gemakkelijk te gebruiken na de maaltijd, hoewel veel mensen het ook lekker vinden als aperitief. De likeur wordt in de vriezer bewaard. Ook in sommige patisserieën wordt mirto gebruikt, bijvoorbeeld in de deegvulling van chocolaatjes.
Verder wordt mirte gebruikt in producten als shampoo en douchegel.